# Келдемурат
Келдемурат (каз. Келдемұрат, до 2011 г. — Благодарное) — село в Маканчинском районе Абайской области Казахстана. Административный центр Келдимуратовского сельского округа. Код КАТО — 636445100.

## Население
В 1999 году население села составляло 2232 человека (1082 мужчины и 1150 женщин). По данным переписи 2009 года, в селе проживали 1973 человека (954 мужчины и 1019 женщин).